# Saro A.33
Saro A.33 là một mẫu thử tàu bay của Anh, do hãng Saunders-Roe Limited chế tạo nhằm cạnh tranh với loại Short Sunderland.

## Tính năng kỹ chiến thuật
Dữ liệu lấy từ British Flying Boats 
Đặc điểm tổng quát
- Chiều dài: 75 ft 0 in (22,87 m)
- Sải cánh: 95 ft 0 in (28,96 m)
- Chiều cao: 22 ft 8½ in (6,92 m)
- Diện tích cánh: 1.194 ft² (111 m²)
- Trọng lượng rỗng: 31.500 lb (14.320 kg)
- Trọng lượng có tải: 41.500 lb (18.864 kg)
- Động cơ: 4 × Bristol Perseus XII, 830 hp (619 kW)  mỗi chiếc

 Hiệu suất bay 
- Vận tốc cực đại: 174 knot (200 mph, 322 km/h)
- Vận tốc hành trình: 151 knot (174 mph, 280 km/h)
- Trần bay: 14.280 ft (4.350 m)
- Tải trên cánh: 34,8 lb/ft² (170 kg/m²)
- Công suất/trọng lượng: 0,08 hp/lb (0,13 kW/kg)
- Thời gian bay: 12 h

Trang bị vũ khí

- Súng: Súng máy
- Bom: 2.000 lb (909 kg) bom